# Bâlteni (gmina)
Bâlteni – gmina w Rumunii, w okręgu Gorj. Obejmuje miejscowości Bâlteni, Cocoreni, Moi, Peșteana-Jiu i Vlăduleni. W 2011 roku liczyła 7126 mieszkańców.